# 雷氏球麗魚
雷氏球麗魚，為輻鰭魚綱鱸形目隆頭魚亞目慈鯛科的其中一種，分布於非洲Kindu湖、Upemba湖、盧阿拉巴河等流域，體長可達27.5公分，棲息在底中層水域，以昆蟲幼蟲、植物等為食，生活習性不明。

## 擴展閱讀
維基物種上的相關：雷氏球麗魚